# Второе правительство Масимова
Правительство Казахстана во главе с Каримом Масимовым назначено президентом Казахстана Нурсултаном Назарбаевым 4 апреля 2014 года указом «О составе Правительства Республики Казахстан». Ранее Карим Максимов уже занимал должность премьер-министра в 2007—2012 годах.

## Состав правительства
- Масимов Карим Кажимканович — премьер-министр;
- Сагинтаев Бакытжан Абдирович — первый заместитель премьер-министра;
- Абдыкаликова Гульшара Наушаевна — заместитель премьер-министра;(До 11 ноября 2014)
- Сапарбаев Бердибек Машбекович — заместитель премьер-министра; с 11 ноября 2014
- Султанов Бахыт Турлыханович — заместитель премьер-министра, министр финансов;
- Исекешев Асет Орентаевич — заместитель премьер-министра, министр индустрии и новых технологий;
- Идрисов Ерлан Абильфаизович — министр иностранных дел;
- Ахметов Серик Ныгметулы — министр обороны[2] (До 11 ноября 2014)
- Тасмагамбетов Имангали Нургалиевич — министр обороны с 11 ноября 2014
- Касымов Калмуханбет Нурмуханбетович — министр внутренних дел;
- Божко Владимир Карпович — министр по чрезвычайным ситуациям;
- Имашев Берик Мажитович — министр юстиции;
- Досаев Ерболат Аскарбекович — министр экономики и бюджетного планирования;
- Айтжанова Жанар Сейдахметовна — министр по делам экономической интеграции;
- Жамишев Болат Бидахметович — министр регионального развития;
- Касымбек Женис Махмудулы — министр транспорта и коммуникаций;
- Карабалин Узакбай Сулейменович — министр нефти и газа;
- Мамытбеков Асылжан Сарыбаевич — министр сельского хозяйства;
- Каппаров Нурлан Джамбулович — министр окружающей среды и водных ресурсов;
- Каирбекова Салидат Зикеновна — министр здравоохранения;
- Дуйсенова Тамара Босымбековна — министр труда и социальной защиты;
- Мухамедиулы Арыстанбек — министр культуры;
- Саринжипов Аслан Бакенович — министр образования и науки;
- Жумагалиев Аскар Куанышевич — председатель агентства Республики Казахстан по связи и информации;

## Оценка политологов
Как отмечает казахский политолог Досым Сатпаев, отставка правительства Серика Ахметова ожидалась давно, в основном это было связано с экономической политикой правительства, а причиной возвращения Масимова на должность премьера могут быть эффективная экономическая политика предыдущих пяти лет правления Масимова, а также возможная подготовка к конституционным и другим изменениям в казахстанской политике.
Один из послов Казахстана Казбек Байсебаев считает, что возможно в Казахстане существуют кадровые проблемы, однако может быть, что причина в действительно сильном влиянии Масимова на Президента Казахстана
[Характеристика правительства]
Правительство сохранено в прежнем составе каким оно было с конца первого премьерства Масимова, ряд министров делали карьеру еще при Касым-Жомарте Токаеве. Также правительство играет всегда вторую роль в Казахстане

## Сравнение с предыдущим правительством
Как отмечает главный редактор газеты «Рабат» Фарида Шарафутдинова предыдущее правительство запомнилось всем своими антикризисными мерами: повышением пенсионного возраста для женщин, девальвацией тенге, сокращение выплаты декретных пособий. Масимов же воплощает в себе стабильность, и умение управлять в кризисный период.

## Политика правительства Масимова с 2014 года
Уже 11 ноября 2014 года Имангали Тасмагамбетов был назначен министром обороны вместо Серика Ахметова. Также вместо Гульнары Абдыкаликовой новым вице-премьером по социальным вопросам был назначен аким восточно-казахстанской области Бердыбек Сапарбаев.
В составе правительства было 12 министерств и 1 агентство на 28 апреля 2015 года
В августе 2014 года правительство было реорганизовано. Упразднено МЧС, Министерство нефти и газа. Укрупнено министерство экономики. Новому министерству переданы функции министерства индустрии и новых технологий, министерства транспорта и коммуникаций, а также Национального космического агентства и агентства по связи и информации. Асети Исекешев перестал быть вице-премьером. Создано министерство энергетики. Министром назначен Владимир Школьник. Министерство здравоохранения и социального развития
Новое министерство объединяло функции министерства труда и социальной защиты населения, а также министерства здравоохранения. Возглавляла его Тамара Дуйсенова. Министерство культуры и спорта Министерству переданы функции министерства культуры, часть функций агентства по связи и информации, а также агентства физической культуры и спорта.
Министром назначен Арыстанбек Мухамедиулы.
Агентство по делам государственной службы и противодействию коррупции
Новое агентство образовано после слияния агентства по делам государственной службы и агентства по борьбе с экономической и коррупционной преступностью (финполиции).
Председателем агентства назначен Кайрат Кожамжаров.
МЧС и МВД слились в одно ведомство МВД.

### Экономическая политика правительства Масимова
В экономике в этот период произошло некоторое ухудшение ситуации, связанное с падением цен на нефть, а также связью казахстанской и российской экономик, против последней были введены санкции, что также ударило по Казахстану. Также период зимы-весны 2015 года характеризовался состоянием «торговой войны» между Россией и Казахстаном. Причиной тому стала девальвация рубля. Эта «война» несколько замедлила интеграцию Казахстана в ЕврАзЭс.